# Гоголь (телесеріал)
«Гоголь» — російський кіносеріал режисера Єгора Баранова від продюсерської компанії «Середа». Фільми знято за мотивами творів Миколи Гоголя зі збірки «Вечори на хуторі біля Диканьки». Головну роль грає Олександр Петров.
«Гоголь. Початок» — перший із фільмів проєкту «Гоголь» та перший російський телесеріал, який має театральний реліз. Його було випущено 31 серпня 2017 року і заробило $7 757 988 у касі. Фільм «Гоголь. Вій» вийшов у прокат 5 квітня 2018 року. Фільм отримав $8 011 641 у касі. «Гоголь.  Страшна помста» вийшов у прокат 30 серпня 2018 року. Фільми вийшли також у прокат за кордоном — у Німеччині, Австрії, Бельгії, Швейцарії, на Кіпрі, в ОАЕ та інших країнах.

## У ролях
| Роль                             | Актор            |
| -------------------------------- | ---------------- |
| Микола Васильович Гоголь         | Олександр Петров |
| Яків Петрович Гуро               | Олег Меншиков    |
| Олександр Христофорович Бінх     | Євген Стичкін    |
| Єлизавета Андріївна Данишевська  | Таїсія Вілкова   |
| Олексій Олексійович Данишевський | Артем Ткаченко   |

- Юлія Франц — дочка мельника Оксана
- Ян Цапник — лікар-патологоанатом Леопольд Леопольдович Бомгарт
- Євген Ситий — служка Гологя Яким
- Марта Тимофєєва — дочка коваля Вакули — Василина
- Світлана Кірєєва — Христина
- Кирило Зайцев — Казимир Мазовецький
- Дана Абизова — Марія
- Анвар Лібабов — безносий
- Дерев'янко Павло Юрійович — Олександр Сергійович Пушкін
- Аскар Нігамедзянов — Михайло Юрійович Лермонтов
- Олександр Зав'ялов — Корж
- Семен Ситник — поліцмейстер Шпекин
- Андрій Астраханцев — Василь Гоголь-Яновський, батько Гоголя
- Юлія Марченко — Марія Гоголь-Яновська, мати Гоголя
- Євген Капітонов — отець Варфоломій
- Владислав Дем'яненко — Федір
- Всеволод Цурило — Тарас
- Артем Сучков — писар Тесак
- Людмила Лебедєва — стара відлюдниця
- Валерій Скляров — кучер Никифор
- Олег Гаяне — отаман Данило
- Юрій Уткін — лікар
- Максим Миронов — Гоголь 10 років
- Олексій Вертков — Хома Брут, майстер східних єдиноборств та філософ

## Нагороди
- «Гоголь» брав участь у кінофестивалі «Amarcord Chicago Arthouse Film Awards», переміг та отримав нагороду «Кращий телесеріал» (Best TV Series)[3].
- За підсумками 2018 року серіал «Гоголь» увійшов до ТОП-5 найкращих російських телесеріалів за версією «Кінократії»[4].

## Список серії
| №  | Назва                                          | Короткий опис | Оригінальна дата показу |
| -- | ---------------------------------------------- | --- | ----------------------- |
| 1. | Вбивства у Диканьці (рос. Убийства в Диканьке) | 1829 рік. Молодий писар і письменник-початківець Микола Гоголь знайомиться з генієм столичного розшуку Яковом Гуро, щоб разом з ним вирушити в невелике українське село Диканьку. Тут їм слід розслідувати те, що сьогодні назвали б серійними вбивствами.                              | 25 березня 2019         |
| 2. | Червона Свитка (рос. Красная Свитка)           | Жертв у Диканьці стає дедалі більше. Вночі вбито Хавронью, яка таємно від чоловіка гуляла з Поповичем. До смерті наляканий Попович розповідає, що у її загибелі винна нечиста сила. Однак Гоголь сумнівається, що вбивство Хавроньї — справа рук Темного Вершника...                    | 26 березня 2019         |
| 3. | Зачароване місце (рос. Заколдованное место)    | На заїжджий двір приїжджає Басаврюк, якого місцеві називають бісом і мисливцем за людськими душами. Цієї ж ночі пропадає юна Даринка, і Гоголь просить утопленницю Оксану допомогти її відшукати. Гоголь дізнається, що родина Данишевських огорнута похмурими таємницями...            | 27 березня 2019         |
| 4. | Мертві душі (рос. Мертвые души)                | У Диканьці з'являється нова жертва. Убитим виявляється чоловік. Розслідування приводить Гоголя до закритого маєтку «Чорний камінь», де проводять час впливові особи, зберігаючи анонімність. Гоголь підозрює, що один із них і є Темний Вершник.                                        | 28 березня 2019         |
| 5. | Криниця крові (рос. Колодец крови)             | Гоголь розуміє, що хтось украв усі його записи про Темного Вершника. Злодієм виявляється Чорнозуб — колишній голова міста, що збожеволів, і в нього на це є причини. Гоголя відвідують видіння про дванадцятьох жертв Темного Вершника. Того ж дня пропадає Ліза Данишевська...         | 1 квітня 2019           |
| 6. | Вій (рос. Вий)                                 | П'ять молодих дівчат знаходять у своїх будинках знаки Темного Вершника. Щоб уникнути жертв, вирішено сховати всіх дівчат хутору в одному місці. Гоголь вважає, що відьма Уляна може мати до цього відношення, вирушає поговорити з нею, але виявляє її вбитою.                          | 2 квітня 2019           |
| 7. | Логово Вершника (рос. Логово Всадника)         | Данишевський робить Оксані пропозицію: він поверне дівчину з того світу, а вона допоможе йому зробити так, щоб Гоголь назавжди залишив Диканьку. Оксана погоджується. Гоголь тим часом дізнається страшну таємницю про своє призначення і про таємничу людину без носа зі своїх видінь. | 3 квітня 2019           |
| 8. | Страшна помста (рос. Страшная месть)           | Ліза розкриває правду про те, чому вона вийшла заміж за графа Данишевського. Гоголь дізнається, ким насправді є Гуро і з якою метою він узяв юного писаря із собою у Диканьку. Чи буде розкрито головну таємницю? Хто ховається під маскою Темного Вершника?                            | 4 квітня 2019           |

## Нереалізоване продовження
У квітні 2018 року генеральний продюсер «ТВ-3» Євген Нікішов заявив:

Ми зустрінемося на MIPTV з нашим партнером Олександром Цекало та обговорюватимемо сценарій другого сезону. Сподіваємося, що запустимо його у виробництво вже цього року.

У червні того ж року генеральний продюсер «Середи» Олександр Цекало розкрив свої думки про продовження проекту:

Ми плануємо у другому сезоні кіносеріалу «Гоголь», не скажу на які ролі, взяти з кожним із фільмів з іноземного актора. Але їх буде залучено лише тому, що гратимуть представників цієї країни. І розмовлятимуть, відповідно, цією мовою.

12 квітня 2019 року на пітчингу «Фонду кіно» в МІА «Росія сьогодні» було оголошено, що продовження вийде не у форматі серіалу, а у вигляді повнометражного фільму з бюджетом 150 мільйонів рублів.
Також Євген Нікішов заявив, що Миколи Васильовича Гоголя замість Олександра Петрова мав зіграти інший актор:

Після перших трьох фільмів продажу книг Миколи Васильовича Гоголя у російських магазинах досить сильно зросли, і нам здається це одним із найважливіших підсумків проекту «Гоголь». Ми сподіваємося, що й наступний фільм виявиться таким самим успішним, як попередні. Хто зіграє Гоголя — поки що секрет, ми збережемо це таємно до останнього моменту. У рамках розвитку кінофраншиз цілком нормально, коли одного персонажа грають різні актори, — досить згадати, наприклад, Джеймса Бонда чи Бетмена. Ми вирішили скористатися досвідом колег, які роками працюють над розвитком своїх кіноселенів і намагаються їх «освіжати» з кожним новим фільмом. Гоголь — наш письменник-супергерой, тому ми підійдемо до підбору актора на його роль ретельно і постараємося здивувати глядачів.

У квітні 2021 року генеральний продюсер «Середи» Іван Самохвалов в інтерв'ю «RT» повідомив про рішення відмовитися від ідеї продовження:

Знаєте, ми навчилися відпускати ідеї, коли на шляху до їхньої реалізації виникає надто багато перешкод. Потрібно вміти відпускати проєкти. Це якраз той випадок, коли було багато перешкод. Петров вибув. Неприємно, але давайте ще щось. Ще щось теж не складається. Вирішили відкласти на якийсь час. Є чим зайнятися замість того, щоб нескінченно боротися із труднощами, які стоять на шляху виробництва другого сезону серіалу «Гоголь».